# Société d'agriculture de Charolles
 (novembre 2022).
Si vous disposez d'ouvrages ou d'articles de référence ou si vous connaissez des sites web de qualité traitant du thème abordé ici, merci de compléter l'article en donnant les références utiles à sa vérifiabilité et en les liant à la section « Notes et références ».
La société d’agriculture de Charolles est un organisme créé en 1880 sous l’impulsion de Jean-Baptiste Bouthier de Rochefort (1814-1891) et dont le but est de soutenir les intérêts agricoles dans l’arrondissement de Charolles, en Saône-et-Loire.

## Administration
La société d’agriculture de Charolles a été fondée à l’initiative de Jean-Baptiste Bouthier de Rochefort, député de la première circonscription de Charolles. Il en fut le premier président jusqu’à sa mort en 1891. Il eut pour successeur Ferdinand Sarrien, maire de Bourbon-Lancy, député, puis sénateur ainsi que plusieurs fois ministre et président du Conseil en 1906, qui occupa cette fonction jusqu’en 1916.

## Réalisations
C’est sous l’impulsion de la Société d’Agriculture de Charolles que naît en 1887, avec l’appui du Conseil général de Saône-et-Loire, le livre généalogique charollais de race pure. Elle est l’instigatrice des premières exportations de bovins charolais vers l’Argentine en 1910. Par ailleurs, elle a contribué à l’établissement du premier concours de la race charolaise, du syndicat des agriculteurs du canton de Charolles, du syndicat de la race bovine charolaise, du syndicat d’exportation, du syndicat de contrôle de performances, du groupement des éleveurs de charolais et de la maison du charolais.
En collaboration avec le Ministère de l'Agriculture, la société à largement contribué à la formation des agriculteurs et à la vulgarisation des nouvelles techniques.
En 2021 elle organise plusieurs manifestations :
- Le concours de reproducteurs inscrits au HBC[Quoi ?][2]
- Les concours agricoles inter -antonaux
- Le Festival du Bœuf[3],[4]